# Maurice Cloche
Maurice Cloche (* 17. Juni 1907 in Commercy; † 20. März 1990 in Bordeaux) war ein französischer Filmregisseur, Drehbuchautor und Filmproduzent.

## Leben und Karriere
Nach einem Kunststudium debütierte Cloche beim Kino als Schauspieler in den Filmen Le grillon du foyer von Robert Boudrioz (1933) und Cessez le feu von Jacques de Baroncelli (1934). Danach drehte er die Kurzfilme Versailles und Le mont Saint-Michel.
1937 gründete Cloche eine Produktionsfirma und realisierte seine ersten Spielfilme: die Komödie Ces dames aux chapeaux verts und Le petit chose nach dem gleichnamigen Roman von Alphonse Daudet. 1940 gründete er in Castellaras das Centre des jeunes du cinéma, aus dem später das Institut des hautes études cinématographiques (IDHEC) hervorging.
Nach dem Zweiten Weltkrieg trat Cloche vor allem mit Filmen religiösen Inhalts hervor wie Monsieur Vincent (1947), einer Biographie des Begründers der Caritas, Vinzenz von Paul, mit Pierre Fresnay in der Hauptrolle, Docteur Laennec (mit Pierre Blanchar) und Moineaux de Paris mit den Petits Chanteurs à la croix de bois und 1958 mit Frauengefängnis.
1963 entstand die zweite Version des sozialkritischen Films Unschuldig geächtet mit Suzanne Flon, Philippe Noiret und Jean Rochefort. Nach verschiedenen B-Movies kehrte er mit Mais toi, tu es Pierre über das Leben des Simon Petrus zu einem religiösen Thema zurück.

## Filmografie (Auswahl)
Regie
- 1947: Monsieur Vincent
- 1950: Flucht vor dem Schicksal (La portatrice di pane)
- 1951: Peppino und Violetta (Peppino et Violetta)
- 1952: Geliebte Domenica (Domenica)
- 1955: Ein Mann für Afrika (Un missionnaire)
- 1957: Gehetzte Frauen (Marchands des filles)
- 1958: … denn keiner ist ohne Sünde (Filles de nuit)
- 1958: Frauengefängnis (Prisons de femmes)
- 1959: Kein Geschäft für schwache Nerven (Le fric)
- 1959: Die Hölle der Jungfrauen (Bal de nuit)
- 1960: Blonder Charme und schräge Schatten (Touchez pas aux blondes)
- 1961: Marc Antoines zweites Leben (Cocagne)
- 1963: Unschuldig geächtet (La porteuse de pain)
- 1964: Jack Clifton jagt Wostok III (Agent Secret FX 18)
- 1964: Interpol jagt leichte Mädchen (Requiem pour un caïd)
- 1966: Baraka, Agent X13 (Baraka sur X 13)
- 1967: Das Geheimnis der blutigen Perlen (Le vicomte règle ses comptes)
- 1968: Zucker für den Mörder (Un killer per sua maestà)